# Szürke pöfeteg
A szürke pöfeteg vagy szürke sötétedőpöfeteg (Bovista plumbea) a a csiperkefélék családjába tartozó, Eurázsiában és Észak-Amerikában honos, réteken, legelőkön élő, ehető gombafaj.

## Megjelenése
A szürke pöfeteg termőteste 1-3 cm átmérőjű, alakja gömbölyű vagy kissé nyomott gömbölyded. Külső burka (exoperídium) fehér színű, sima felületű, vékony; idővel tojáshéjszerűen, darabokban leválik. Ilyenkor láthatóvá válik a szívósabb belső burok (endoperídium), amely fiatalon fehéres, később sárgás, idősen ólomszürke színű.
Spóratermő része a termőtest egész belsejét kitölti, éréskor a termőtest felső részén, a belső burkon kis nyílás keletkezik, melyen át kipöfögnek a spórák. Meddő rész a tövénél nincsen. 
Húsa puha, fiatalon fehéres; majd szivacsos állagú, okkeres színű, később elfolyósodó, olívzöldes-barnás színű lesz; idősen porszerűvé válik. Szaga és íze nem jellegzetes. 
Spórapora barna. Spórája kerekded vagy kissé ovális, felszíne finoman pontozott, hosszú spóranyele van, mérete 4-6 µm.

### Hasonló fajok
Tojáshéjszerűen leváló külső burka jellegzetes. A feketedő pöfeteg nagyobb, belső burka nem ólomszürke, hanem feketés és inkább hegyvidéki réteken, erdőben terem. Hasonlít rá a nagy csészéspöfeteg is, de annál a termőtest aljára homokszemcsék tapadnak és színe nem ólomszürke. 

## Elterjedése és termőhelye
Eurázsiában és Észak-Amerikában honos. Magyarországon gyakori. 
Réteken, legelőkön, füves területeken található meg, olykor seregesen. Júniustól októberig terem. 
Fiatalon ehető, míg a belső része fehér. 

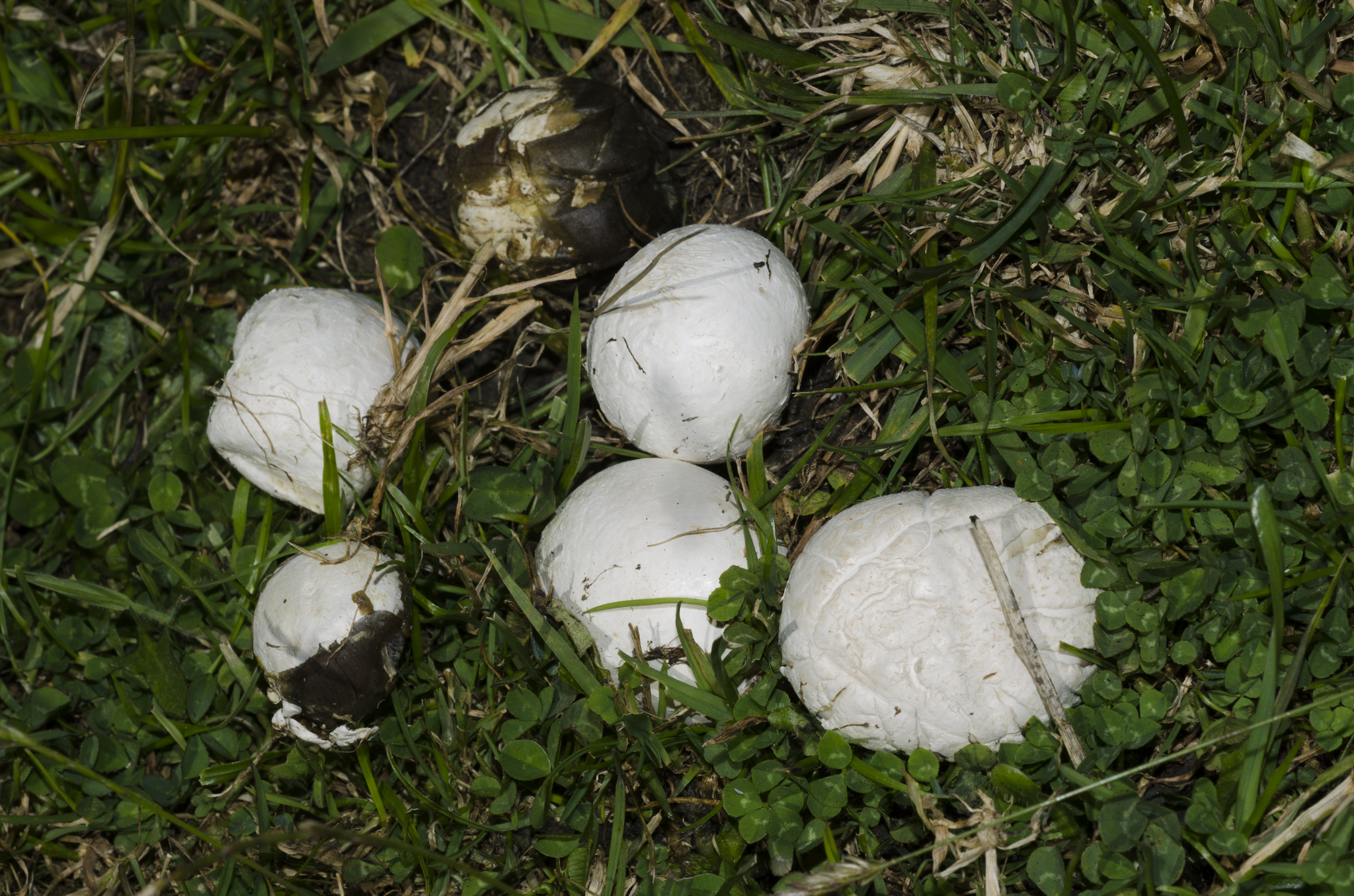
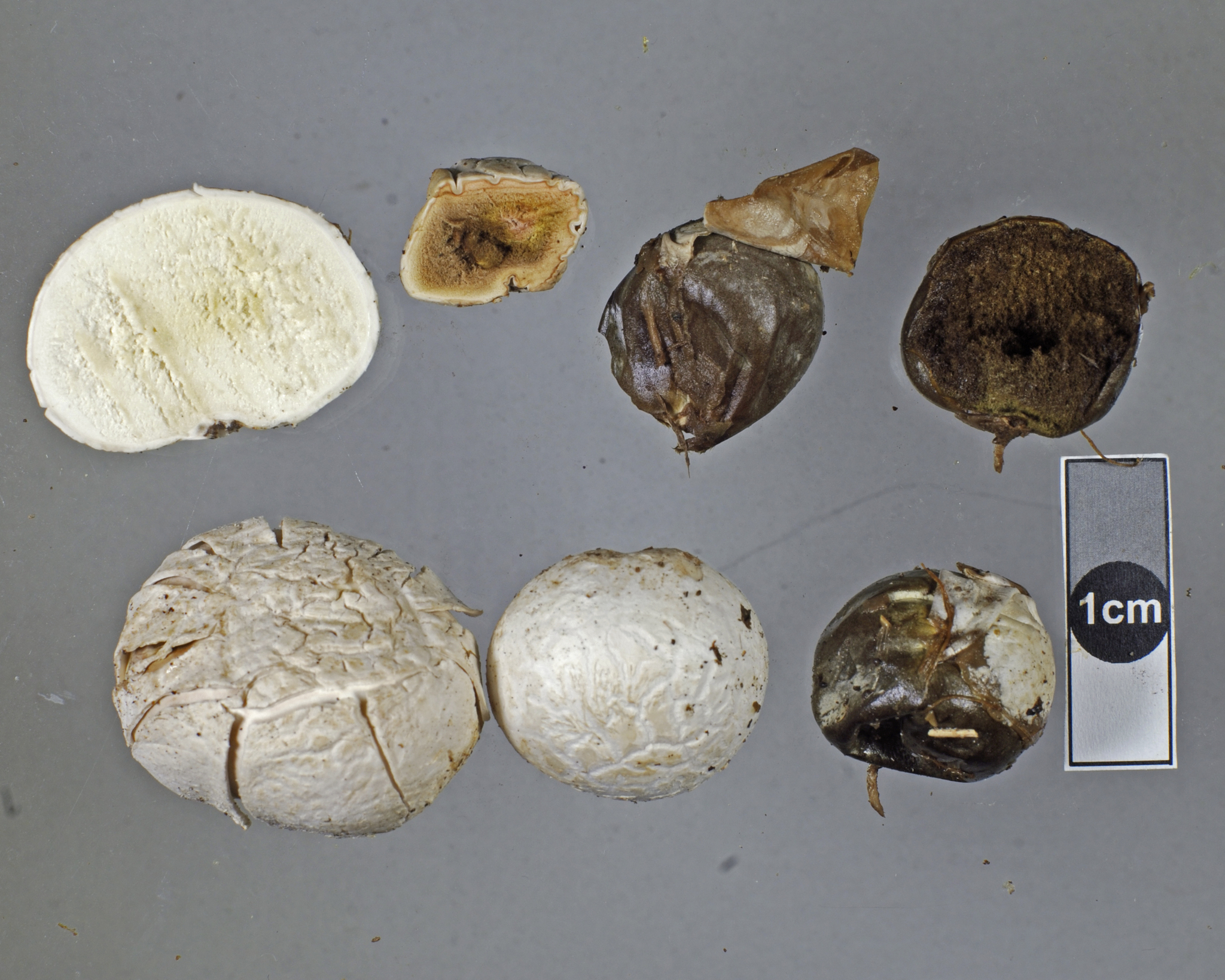
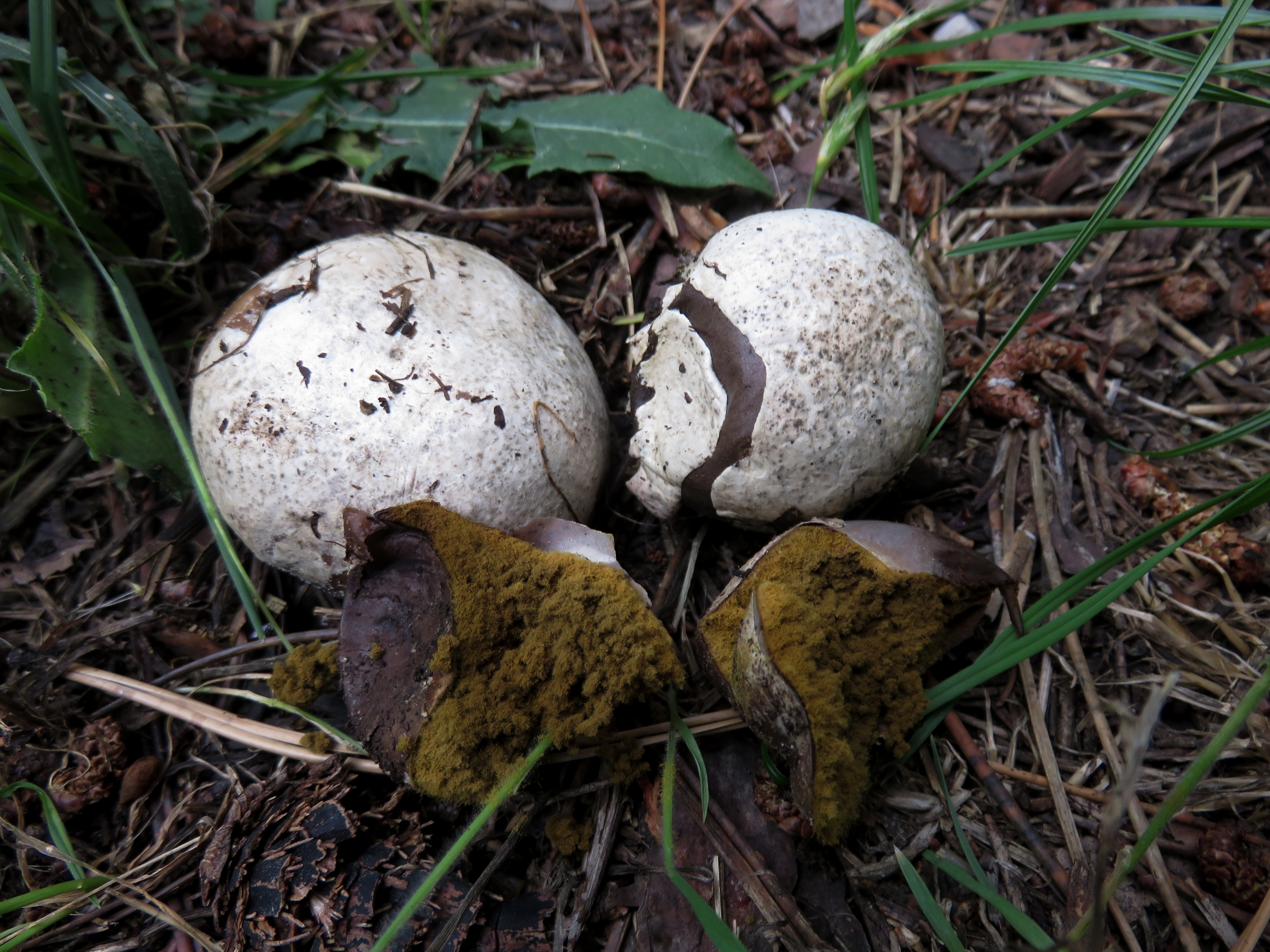
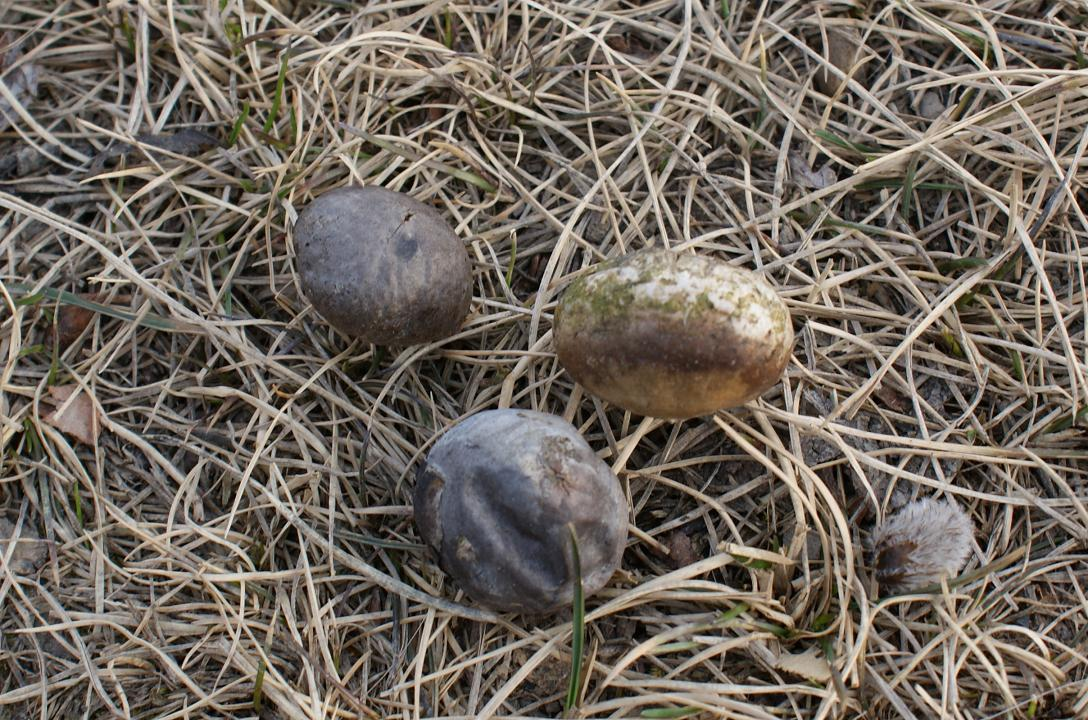
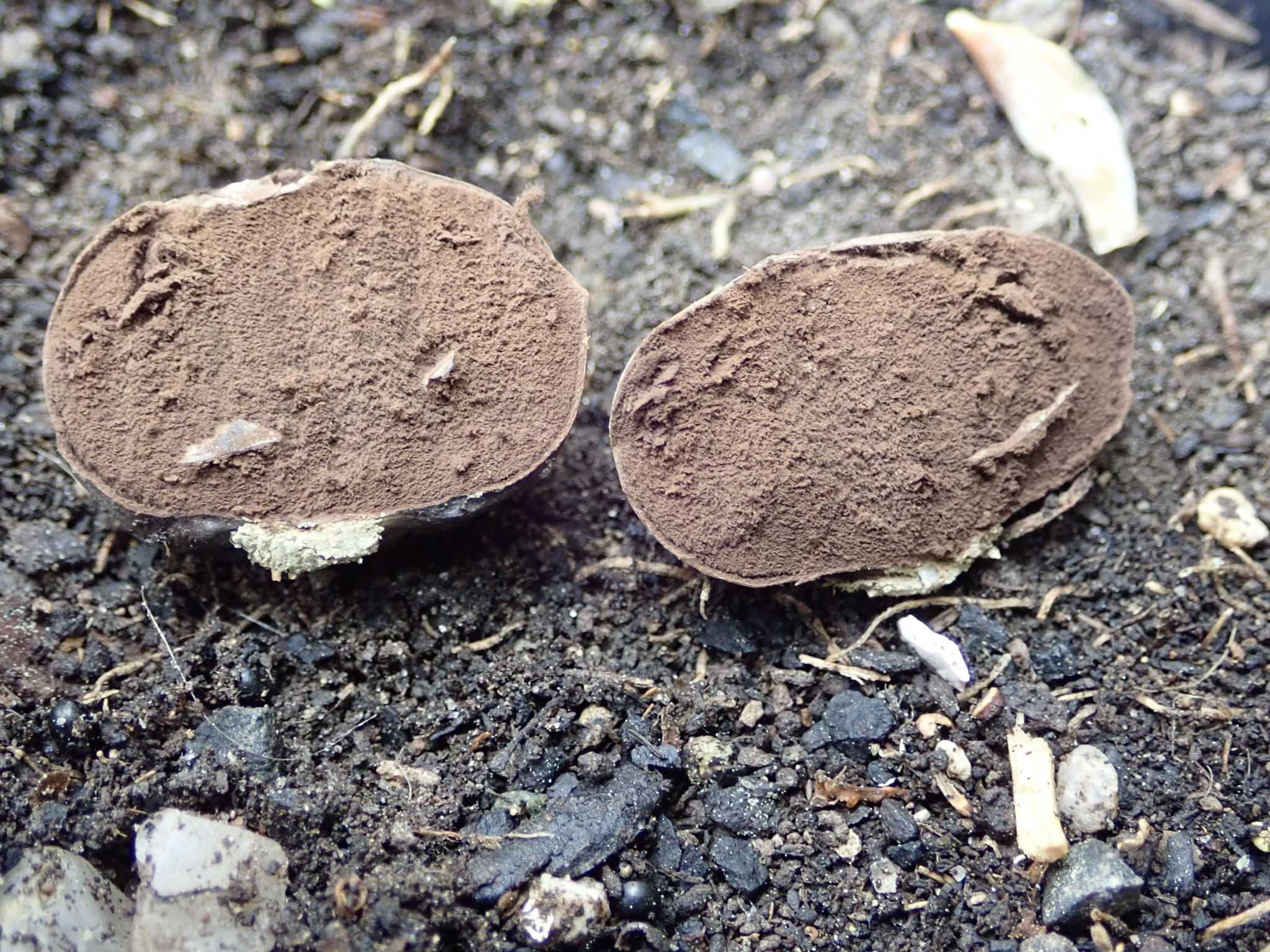